# Temporada de huracanes del Pacífico de 2009
La temporada de huracanes en el Pacífico de 2009 fue la temporada más activa en el Pacífico que sobrepasó en la temporada de 1994. La temporada inició el 15 de mayo en el Pacífico oriental e inició 1 de junio en el Pacífico central, estos finalizaron el 30 de noviembre en ambas zonas. Estas fechas delimitan convencionalmente el período de cada año cuando la mayor parte de ciclones tropicales se forman en el océano Pacífico. Sin embargo, la formación de ciclones tropicales son posibles en cualquier tiempo.
Por primera vez en diez años, no se formaron depresiones tropicales durante el mes de mayo. Esta inactividad continuó a principios de junio y fue la menos activa desde 1994. La primera tormenta nombrada de la temporada no se desarrolló hasta el 21 de junio, marcando el último inicio de una temporada de huracanes en el Pacífico en 40 años. Sin embargo, de acuerdo con el resumen de la temporada de los ciclones tropicales de acuerdo con el Centro Nacional de Huracanes. En el mes de agosto, ha formado siete tormentas nombradas en su región, fue uno de los más activos registrados en la cuenca del mes de agosto. Este nivel de actividad rara vez había ocurrido, en todo caso, en los últimos 41 años, desde 1968, cuando ocurrió en agosto considerándose como el más activo registrado en la región con ocho tormentas nombradas. 
El huracán más fuerte registrado de la temporada es el huracán Rick alcanzó con la categoría 5 de la Escala de huracanes de Saffir-Simpson el pasado 17 de octubre, se convirtió como el primer ciclón tropical que alcanzó en esa categoría superando con el huracán Ioke de la temporada de 2006, y el tercer más fuerte huracán del Pacífico registrado juntos con los huracanes Patricia de la temporada de 2015 y Linda de la temporada de 1997. Con el nombramiento de la tormenta tropical Maka el 11 de agosto, esta temporada se convirtió en la primera en siete años para utilizar múltiples nombres del Pacífico Central.
El último ciclón tropical disipado fue la huracán Neki que se formó el 18 de octubre, se convirtió como el huracán mayor (categoría 3 de la Escala de huracanes de Saffir-Simpson) tres días después y se disipó el 27 de octubre. El índice de Energía Ciclónica Acumulada (ECA) para la temporada de huracanes en el Pacífico de 2009 en total fue 126.995 unidades en general

## Pronósticos
| Récord                    | Récord                    | Tormentas nombradas | Huracanes | Huracanes mayores | Ref |
| ------------------------- | ------------------------- | ------------------- | --------- | ----------------- | --- |
| Promedio (1995-2008):     | Promedio (1995-2008):     | 14                  | 7         | 3                 |     |
| Récord de actividad alta: | Récord de actividad alta: | 1992: 27            | 2015: 16  | 2015: 11          |     |
| Récord de actividad baja: | Récord de actividad baja: | 2010: 8             | 2010: 3   | 2003: 0           |     |
| Fecha                     | Fuente                    | Tormentas nombradas | Huracanes | Huracanes mayores | Ref |
| 21 de mayo de 2009        | NOAA                      | 13–18               | 6–10      | 2–5               |     |
| Área                      | Área                      | Tormentas nombradas | Huracanes | Huracanes mayores | Ref |
| Actividad actual:         | EPAC                      | 17                  | 7         | 4                 |     |
| Actividad actual:         | CPAC                      | 6                   | 2         | 1                 |     |
| Actividad actual:         | Actividad actual:         | 20                  | 8         | 5                 |     |

El 21 de mayo de 2009, la Administración Nacional Oceánica y Atmosférica (NOAA) publicó su pronóstico para las temporadas de huracanes en el Pacífico, predijeron un nivel de actividad por debajo del normal en el Pacífico Oriental, con 13 a 18 tormentas nombradas, de las cuales se esperaba que 6 a 10 se convirtieran en huracanes y 2 a 5 se convertirían en huracanes mayores.
El pronóstico se basó en la disipación del fenómeno de La Niña en abril de 2009. Las temperaturas de la superficie del mar eran casi normales alrededor del ecuador hace que la estimación de El Niño-Oscilación del Sur. Además, se prevé que el El Niño se desarrollará durante la última parte de la temporada. Dependiendo de la intensidad del fenómeno El Niño, los meteorólogos no estaban seguros de si tendría o no un efecto sobre la actividad general en la cuenca. Sin embargo, debido al ciclo de baja actividad que comenzó en 1995, El Niño solo llevó la actividad a una temporada ligeramente superior a la normal.
También se esperaba que la cuenca del Pacífico central estuviera ligeramente por debajo del promedio, con tres o cinco ciclones tropicales que se espera formen o atraviesen en la zona. Sin embargo, fue ligeramente más activo de lo esperado, el número de tres a cinco fue superado, ya que siete ciclones tropicales se movieron o se formaron en el Pacífico Central

## Resumen de la temporada 2009

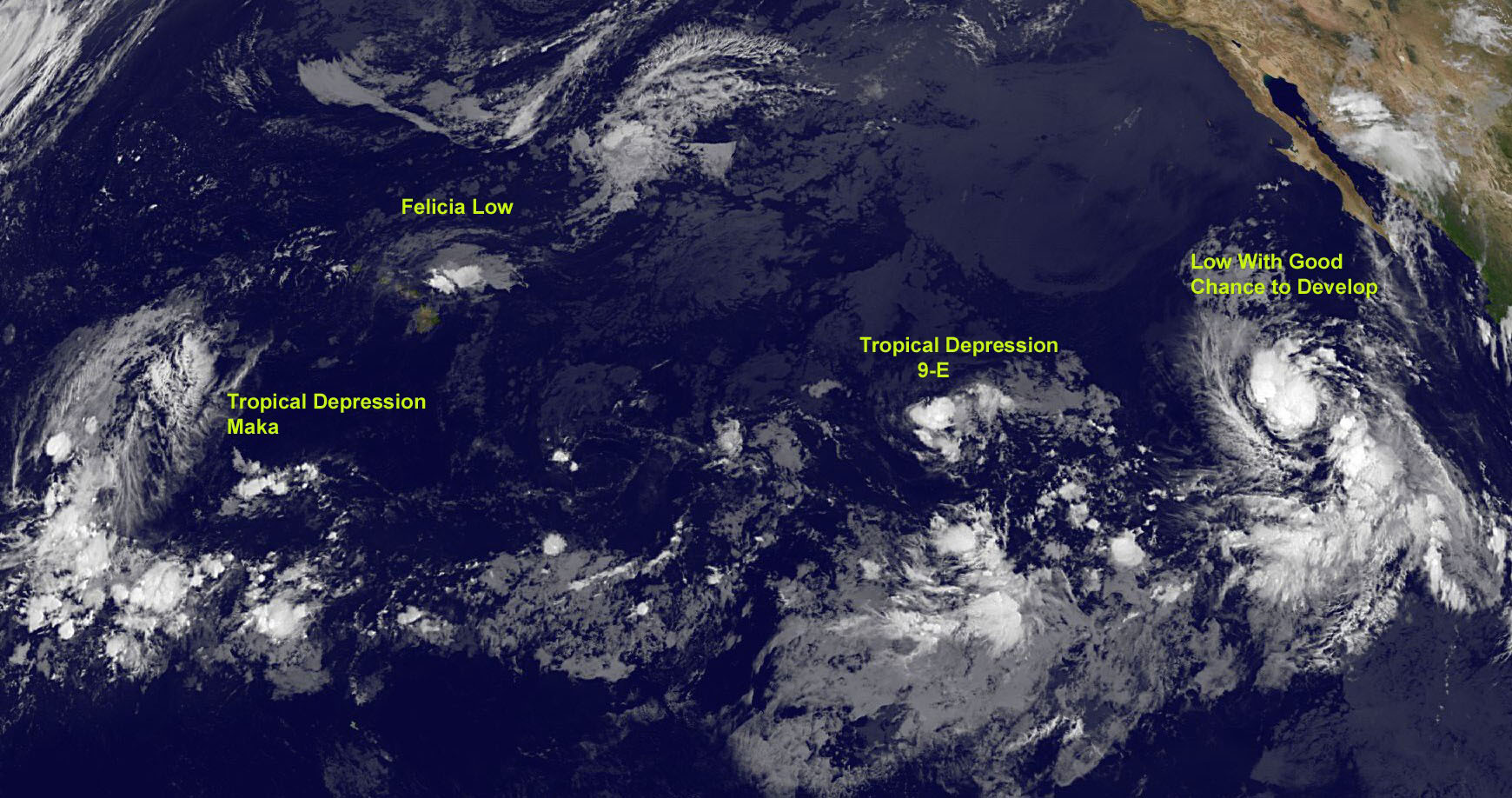
Una serie de ciclones tropicales el 12 de agosto. De izquierda a derecha los sistemas son la depresión tropical Maka, los restos del huracán Felicia, la depresión tropical Nueve-E y la baja que más tarde se convertiría en el huracán Guillermo

El índice de Energía Ciclónica Acumulada (ECA) para la temporada de huracanes en el Pacífico de 2009 a partir del momento actual, en total es 126.90 unidades (117.09 unidades en el Pacífico Oriental y 9.905 unidades en el Pacífico Central)
La temporada de huracanes en el Pacífico de 2009 se caracterizó como "casi normal", con 17 tormentas nombradas, 7 huracanes y 4 huracanes mayores. El Pacífico central experimentó una actividad por encima de la media con tres tormentas adicionales formando al oeste de 140°W y tres más cruzando desde el Pacífico oriental. El número total de tormentas contrasta con un período de calma relativa en la actividad experimentado durante la década anterior. Durante el transcurso del año, los factores de gran escala como el El Niño y las dos oscilaciones de Madden-Julian contribuyeron en gran medida. La actividad de la estación, al este de 140°W, se reflejó con una calificación la Energía Ciclónica Acumulada de 100 unidades, aproximadamente 94% de la mediana de 30 años acumulada. 
| Huracanes más intensos en el Pacífico                                                             | Huracanes más intensos en el Pacífico | Huracanes más intensos en el Pacífico | Huracanes más intensos en el Pacífico | Huracanes más intensos en el Pacífico |
|                                                                                                   | Huracán                               | Año                                   | Presión mínima                        | Presión mínima                        |
| hPa                                                                                               | Huracán                               | Año                                   | inHg                                  |                                       |
| ------------------------------------------------------------------------------------------------- | ------------------------------------- | ------------------------------------- | ------------------------------------- | ------------------------------------- |
| 1                                                                                                 | Patricia                              | 2015                                  | 872                                   | 25.75                                 |
| 2                                                                                                 | Linda                                 | 1997                                  | 902                                   | 26.64                                 |
| 3                                                                                                 | Rick                                  | 2009                                  | 906                                   | 26.76                                 |
| 4                                                                                                 | Kenna                                 | 2002                                  | 913                                   | 26.96                                 |
| 5                                                                                                 | Ava                                   | 1973                                  | 915                                   | 27.02                                 |
| 5                                                                                                 | Ioke                                  | 2006                                  | 915                                   | 27.02                                 |
| 7                                                                                                 | Marie                                 | 2014                                  | 918                                   | 27.11                                 |
| 7                                                                                                 | Odile                                 | 2014                                  | 918                                   | 27.11                                 |
| 9                                                                                                 | Guillermo                             | 1997                                  | 919                                   | 27.14                                 |
| 10                                                                                                | Gilma                                 | 1994                                  | 920                                   | 27.17                                 |
| Las listas está solamente para los ciclones tropicales en el Océano Pacífico al norte del ecuador |                                       |                                       |                                       |                                       |

La temporada de 2009 comenzó una temporada por debajo de la media, con solo una nombrada tormenta formando a finales de junio. Esto marcó la primera vez en el  2000 que no se formaron tormentas tropicales durante el mes de mayo; Sin embargo, en promedio sólo una tormenta se desarrolla en el mes cada dos años. El lapso de diez años de tormentas nombradas de mayo marcó la ocurrencia más larga de este evento.
El primer huracán del año, el huracán Andrés, también se convirtió en el primer huracán de junio desde el huracán Carlotta de la temporada de 2000. La actividad por debajo de la media continuó en julio con cuatro tormentas formadas. Al final del mes, los valores de la energía ciclónica acumulada de la temporada hasta la fecha eran aproximadamente el 37% de la media a largo plazo, el sexto más bajo desde que comenzaron los registros fiables en 1971.
Un cambio abrupto en la actividad ocurrió durante agosto como siete tormentas nombradas formaron, tres de los cuales se convirtieron en huracanes mayores. Esto marcó la mayoría de las tormentas que se formaron en un solo mes desde 1985 y la mayor cantidad en agosto desde 1968. De estas tormentas, el huracán Jimena se convirtió en el primer ciclón de la temporada a tocar tierra, así como la tormenta más fuerte para golpear la costa oeste de Baja California Sur, junto al huracán Norbert de la temporada anterior y Odile de la temporada de 2014. 
Después por encima del promedio de agosto, septiembre experimentó una actividad por debajo del promedio, con ACE alcanzando el 70% de la media a largo plazo. El último mes de actividad presentó la tercera tormenta más fuerte registrada en el Pacífico oriental: el huracán Rick. Un huracán de categoría 5, Rick alcanzó vientos de 285 km/h frente a la costa de México el 18 de octubre antes de sucumbir a una mayor cizalladura del viento y aire seco. La energía ciclónica acumulada para el mes fue 59% por encima del promedio, la mayoría atribuido a Rick.

## Ciclones tropicales

### Depresión tropical Uno-E
El primer ciclón de la temporada, La depresión tropical Uno-E se formó a partir de una ondaa tropical el 18 de junio a unos 405 millas (650 km) al sursudoeste de Mazatlán e inicialmente rastreó lentamente hacia el norte. Durante todo el día, la convección se desarrolló alrededor del centro de circulación y el sistema se prevé que se convierta en una tormenta tropical. En ese día, el Centro Nacional de Huracanes señaló que el sistema estaba a punto de convertirse en una tormenta tropical. Sin embargo, al día siguiente, la fuerte cizalladura del viento hizo que la depresión degenerara rápidamente en un canal de baja presión antes de disiparse en la costa de Sinaloa.
Aunque ya no es un ciclón tropical, los restos de la depresión trajeron lluvias moderadas a partes de Sinaloa, Nayarit y Jalisco. Los fuertes vientos acompañaron a la lluvia y dejaron unas 50.000 viviendas sin electricidad. Varios árboles fueron derribados y algunas estructuras sufrieron daños por las inundaciones de agua dulce. Los derrumbes ocurrieron a lo largo de las carreteras principales y el daño estructural significativo fue divulgado alrededor de Mazatlán. Sin embargo, no hubo pérdidas de vidas ni informes de lesiones.

### Huracán Andrés
El huracán Andrés se formó el 21 de junio de un área de disturbio meteorológico asociada con una lluvia y una tormenta que cruzó Centroamérica unos días antes. Andrés se intensificó poco a poco, siguiendo la costa mexicana. La convección profunda se desarrolló alrededor del centro de circulación y el 23 de junio, la tormenta alcanzó el estatus de huracán, alcanzando su máximo con vientos de 130 km/h (80 mph). Al alcanzar esta intensidad, la tormenta presentó una pared ocular en desarrollo dentro de un denso y denso nublado. En 36 horas, la tormenta degeneró rápidamente, ya que la mayor parte de la convección fue desplazada por la fuerte cizalladura del viento, convirtiéndose en un canal no tropical durante la tarde del 24 de junio.
Antes de convertirse en una depresión tropical, Andrés produjo fuertes precipitaciones en Oaxaca y Honduras, resultando en dos muertes. El mar arrasó de la costa de Guerrero resultó en una fatalidad. En el interior, las inundaciones causadas por fuertes lluvias mataron a dos personas e hirieron veinte personas. Varias docenas de estructuras fueron dañadas y algunas fueron destruidas. Después de la tormenta, aproximadamente 350 personas quedaron sin hogar.

### Tormenta tropical Blanca
El 29 de junio, una onda tropical procedente de la costa de África entró en el Pacífico oriental. La convección asociada con la ola se consolidó gradualmente alrededor de un sistema de baja presión para el 4 de julio. La organización adicional se llevó a cabo durante los próximos dos días antes de que el bajo se declaró una depresión tropical el 6 de julio; sobre la clasificación, la depresión estaba situada aproximadamente a 435 millas (700 km) al sur de Cabo San Lucas, Baja California Sur, México. Siguiendo el oeste-noroeste en respuesta a una cresta de nivel medio, la depresión tropical rápidamente se intensificó en una tormenta tropical, momento en el que se llevó el nombre de Blanca.
Durante el día, las imágenes de satélite representaban una característica similar a un ojo; sin embargo, esto no se desarrolló más y ya no estaba presente unas horas más tarde. A principios del 7 de julio, Blanca alcanzó vientos máximos de 85 km/h (50 mph) antes de sucumbir a la disminución de las temperaturas de la superficie del mar. La convección disminuyó gradualmente durante los días siguientes y el sistema degeneró en un baja remanente para el 9 de julio. Siguiendo con un sistema bien definido, los restos continuaron hacia el noroeste antes de volverse hacia el norte y disiparse el 12 de julio sobre las aguas abiertas del Pacífico.

### Huracán Carlos
El 9 de julio, las lluvias y tormentas eléctricas asociadas con un área de disturbios meteorológicos ubicada a unos 1.400 kilómetros al sur de la punta sur de Baja California se concentraron más en torno a un centro de bajo nivel en desarrollo. A las primeras horas del 10 de julio, el sistema se desarrolló como depresión tropical Cuatro-E, y el Centro Nacional de Huracanes comenzó a dar avisos. Alrededor de las 13:00 UTC, el sistema se fortaleció en la tormenta tropical que llevó el nombre de Carlos. El 11 de julio, Carlos se fortaleció en un huracán de categoría 1. También desarrolló una pequeña característica de un ojo, basada en la presentación satelital. Sin embargo, por la mañana del 11 de julio, el Centro Nacional de Huracanes observó que el pequeño rasgo similar al ojo había desaparecido. Durante la noche del 11 de julio hasta la mañana del 12 de julio, la estructura de Carlos se desorganizó por razones desconocidas.
La convección profunda se contrajo a una pequeña región alrededor del centro de circulación y el tamaño total de la tormenta disminuyó. En las primeras horas de la tarde, la continua degeneración del sistema llevó a su degradación a la condición de tormenta tropical. Durante el resto del día 12 y hasta mediodía del 13 de julio, Carlos continuó debilitándose, pero la tendencia de debilitamiento disminuyó ligeramente, lo suficiente para que Carlos reintensificara ligeramente, de 50 mph a 65 mph. El Centro Nacional de Huracanes que día predijo Carlos a permanecer en 65 mph durante los próximos tres días o así, o para fluctuar constantemente en intensidad.
Sin embargo, para el 14 de julio, un nuevo ojo se desarrolló y Carlos fue dado el estatus de huracán de nuevo. Rápidamente se intensificó a un pico de 105 mph (165 km/h). Al final del 14 de julio, el ojo había empezado a definirse menos, y el 15 de julio, el sistema comenzó una tendencia de debilitamiento. El 16 de julio, Carlos degeneró en un bajo remanente, y el asesoramiento final fue emitido.

### Tormenta tropical Dolores
El 11 de julio, una amplia zona de baja presión se desarrolló dentro de una ola tropical a varios cientos de kilómetros al sur de Acapulco, Guerrero, México. La ducha y la actividad de la tormenta eléctrica asociada con el sistema aumentaron gradualmente durante los próximos días mientras que seguía hacia el oesnoroeste. Para el 15 de julio, la baja se organizó suficientemente y fue declarada una depresión tropical a aproximadamente 1.195km de Manzanillo, Colima. Volviéndose hacia el noroeste de México, la depresión se intensificó en la tormenta tropical que llevó el nombre de Dolores más tarde ese día. 
A pesar de la cizalladura del viento en dirección suroeste que desplazó el centro de Dolores de la convección más profunda, el sistema siguió fortaleciéndose, alcanzando vientos máximos de 95 km/h el 16 de julio. Poco después, la convección asociada con la tormenta se disipó, posiblemente debido al arrastre de aire seco. Más tarde ese día el sistema degeneró en un remanente bajo y gradualmente se debilitó. Los restos de Dolores eventualmente se disiparon el 19 de julio a aproximadamente 995 millas (1.600 km) al oesuroeste de Los Ángeles, California.

### Tormenta tropical Lana
El 30 de julio, el Centro Nacional de Huracanes comenzó a emitir avisos sobre la depresión tropical Seis-E cerca del área de responsabilidad del Centro de Huracanes del Pacífico Central. Más tarde ese día, se trasladó al Pacífico Central como una depresión tropical, fortaleciéndose rápidamente en la tormenta tropical que llevó el nombre de Lana, la primera tormenta en el Pacífico Central desde que se formó la tormenta tropical Kika de la temporada de 2008. Lana es uno de los seis ciclones tropicales del Pacífico central que se forman como una depresión en el Pacífico oriental, pero se nombran en el Centro; los otros eran Lala, Iniki, Li, Ela y Ulika. Lana también fue el primer ciclón tropical que cruzó desde el este del norte hasta el centro del Pacífico norte desde el huracán Flossie de la temporada de 2007.
También comenzó a desarrollar una característica de ojo, basada en imágenes satelitales. Sin embargo, el cizallamiento del sur, introducido por un gran canal de nivel superior, hizo que Lana se desorganizara levemente el 31 de julio. A pesar de esto, Lana alcanzó su máxima intensidad de 65 mph a principios del 1 de agosto y lentamente se debilitó para convertirse en una muy desorganizada, aún bastante fuerte tormenta tropical, manteniendo vientos máximos de 50 mph para el próximo par de días.
Sin embargo, Lana se debilitó a una depresión tropical el 2 de agosto, mientras continuaba desorganizándose rápidamente. Lana degeneró a un baja remanente el 3 de agosto, aproximadamente 580 millas al suroeste de Honolulú, y 410 millas al este de la isla de Atolón Johnston, con el Centro de Huracanes del Pacífico Central que emite su último consejo al mismo tiempo. Los restos de Lana se demoraron para el día siguiente o así, hasta disiparse el 4 de agosto.

### Tormenta tropical Enrique
La tormenta tropical Enrique se desarrolló a partir de una amplia zona de baja presión a varios cientos de millas al sursudoeste de Baja California Sur. El centro de circulación estaba incrustado dentro de un denso y denso entubado y situado dentro de un área que favorecía el desarrollo ulterior. La depresión se localizó justo al norte del oeste debido a una onda troposférica al norte del sistema. Al convertirse en ciclón tropical, una segunda zona de baja presión, que luego se convertiría en huracán Felicia ubicada nueve grados de longitud hacia el oeste, tuvo la posibilidad de convertirse en una depresión tropical y posiblemente influir en el sistema.
A finales del 3 de agosto, la depresión se intensificó a una tormenta tropical y se le dio el nombre de Enrique. Enrique se fortaleció para alcanzar una intensidad de pico de 65 mph el 4 de agosto. Sin embargo, la interacción con el huracán Felicia debilitó el sistema tarde esa noche, con vientos máximos disminuyendo a 50 mph. Enrique mantuvo vientos de 50 mph por el día siguiente o así, hasta temprano el 6 de agosto, cuando el Centro Nacional de Huracanes avisó que la tormenta tropical Enrique se intensificó su debilitamiento como depresión tropical. El 7 de agosto, el Centro Nacional de Huracanes emitió su asesoramiento final sobre Enrique como el sistema degenerado en un baja remanente.

### Huracán Felicia
El huracán Felicia se desarrolló a partir de una amplia área de baja presión que se formó varios cientos de millas al suroeste de Baja California Sur el 3 de agosto, convirtiéndose en depresión tropical Ocho-E al día siguiente, poco después de la formación de la tormenta tropical Enrique formada directamente al este. Se fortaleció en una tormenta tropical que lleva el nombre de Felicia a principios del 4 de agosto. Rápidamente se fortaleció esa mañana como un ojo se desarrolló rápidamente, la rápida intensificación se atribuye a agua caliente a lo largo de la pista prevista, lo que permitió una intensificación más rápida. Felicia continuó intensificándose y se convirtió en un huracán en esa tarde.
La intensificación rápida continuó en esa tarde, y el Centro Nacional de Huracanes aumentó Felicia a un huracán categoría 2. Continuó fortaleciéndose rápidamente, convirtiéndose en el primer huracán principal de la temporada en la mañana del 5 de agosto, cuando el Centro Nacional de Huracanes lo convirtió en un huracán mayor. Más tarde ese día, Felicia rápidamente se intensificó a un huracán categoría 4, con vientos máximos que aumentan a 230 km/h, convirtiéndolo en la tormenta más fuerte en el Pacífico oriental desde que registró del huracán Daniel de la temporada de 2006. El Centro Nacional de Huracanes predijo que Felicia se debilitaría rápidamente durante el par siguiente de los días que comenzaban el 6 de agosto, pero también fue notado por el Centro Nacional de Huracanes que Felicia presentó características anulares del huracán, que permitiría que mantuviera intensidad por más de largo que esperado.
El 8 de agosto cruzó en la cuenca del Pacífico Central, comenzó debilitándose gradualmente a una tormenta tropical y luego a una depresión tropical al acercarse a las islas Hawaianas. Los relojes para la Isla Grande se publicaron el 7 de agosto para la Isla Grande de Hawái y el condado de Maui, y fueron extendidos para incluir a Oahu el 9 de agosto. Los relojes para la Isla Grande fueron cancelados más tarde, norte. Todos los relojes fueron cancelados a las 11:00 HST del 11 de agosto como Felicia se disipó a un baja remanente.

### Depresión tropical Nueve-E
Depresión Tropical Nueve-E se desarrolló de una pequeña área de baja presión al oeste-suroeste de la península de Baja California el 9 de agosto. Nueve-E, formada en un principio como una onda tropical que había entrado en el océano Pacífico del Este el 1 de agosto, era hasta entonces indefinida y su desarrollo como se mostraba complicado. El Centro Nacional de Huracanes pronosticó inicialmente que Nueve-E se reforzaría en una tormenta tropical hacia el 10 de agosto, pero vientos moderados de cizalladura inhibieron la convección profunda dentro de la circulación de la depresión, haciéndolo continuamente hasta el final, cuando Nueve-E se degeneró a un remanente bajo el 12 de agosto. Los remanentes de Nueve-E se disiparon el 15 de agosto, cuando se localizaba ya dentro del océano Pacífico Central.
Véase
- El archivo de avisos del Centro Nacional de Huracanes de Estados Unidos sobre la Depresión tropical Nueve-E. (en inglés)

### Tormenta tropical Maka
La Depresión tropical Uno-C se desarrolló fuera de un área de baja presión al suroeste de Kauai el 11 de agosto. Se originó cuando aún el Huracán Felicia permanecía activo y es la primera que se ha formado desde el 31 de octubre de 2002 que dos ciclones tropicales estuvieron activos en el Pacífico Norte y Central al mismo tiempo. Fue denominada como Uno-C al ser el primer sistema en desarrollarse en esta región del Pacífico durante la temporada, aunque Lana fue nombrado en esta región. Al día siguiente, fue emitido el último aviso de Maka al haberse debilitado lo suficiente. 
Véase
- El archivo de avisos Archivado el 28 de mayo de 2010 en Wayback Machine. del Centro de Huracanes del Pacífico Central de Estados Unidos sobre la Tormenta tropical Maka. (en inglés)

### Huracán Guillermo
La Depresión tropical Diez-E se formó el 12 de agosto a raíz de una amplia área de baja presión localizada a 1085 km al suroeste del extremo sur de la península de Baja California. El sistema desarrolló una buena serie de bandas y rasgos de convección, y como consiguiente, más tarde ese mismo día, alcanzó la fuerza de tormenta tropical adquiriendo el nombre de Guillermo. El 14 de agosto, Guillermo se intensificó en el cuarto huracán de la temporada y esa misma tarde, se desarrolló a categoría 2 con vientos máximos de 155 km/h. El 15 de agosto, Guillermo alcanzó la categoría 3 convirtiéndose a su vez en el tercer huracán mayor de la temporada, con vientos máximos de 195 km/h. El 16 de agosto, el huracán entró en la océano Pacífico Central con categoría 1 y rápidamente comenzó a debilitarse a partir de entonces, degradándose a tormenta tropical debido a vientos fuertes de cizalladura. Guillermo se mantuvo como tormenta tropical débil durante tres días adicionales antes de debilitarse a depresión y disiparse el 19 de agosto.
Véase
- El archivo de avisos del Centro Nacional de Huracanes de Estados Unidos sobre el huracán . (en inglés)
- La reseña (enlace roto disponible en Internet Archive; véase el historial, la primera versión y la última). del Servicio Meteorológico Nacional de México sobre el Huracán Guillermo.

### Tormenta tropical Hilda
La Depresión Tropical Once-E se formó en el borde occidental del océano Pacífico del Este el 22 de agosto, y pronto ganó la organización suficiente para convertirse en la Tormenta tropical Hilda. Al día siguiente, el ciclón cruzó el meridiano 140°W y pasó en el área a responsabilidad del Centro de Huracanes del Pacífico Central. El 26 de agosto, Hilda se debilitó rápidamente a una depresión después de varios pequeños pulsos de la breve convección en su centro desorganizado, pero éstos disminuyeron rápidamente cuando el sistema se debilitó al estado de depresión. La estructura del sistema se siguió degradando, y finalmente, el 28 de agosto, el CHPC emitió el último aviso de Hilda, cuando ésta se había degenerado en un remanente bajo. Los remanentes de Hilda tardaron durante varios días, hasta disiparse por completo el 31 de agosto.
Para información oficial véase
- El último aviso del Centro de Huracanes del Pacífico Central de Estados Unidos sobre la Tormenta tropical Hilda. (en inglés)
- La reseña Archivado el 16 de febrero de 2010 en Wayback Machine. del Servicio Meteorológico Nacional de México sobre la Tormenta tropical Hilda.

### Tormenta tropical Ignacio
La depresión Tropical Doce-E se formó el 24 de agosto aproximadamente a 1060 kilómetros del extremo sur de la península de Baja California. Aunque la convección dentro de las bandas de lluvia localizadas a lo largo del semicírculo occidental del sistema disminuyeron en pequeña proporción, el sistema siguió organizándose mejor, y se convirtió en tormenta tropical esa tarde, adquiriendo el nombre de Ignacio. A pesar de haber ganado desarrollo, Ignacio se debilitó a depresión tropical durante la mañana del 27 de agosto cuando éste entró en aguas más frías. Ignacio se degradó a un área de baja presión más tarde ese día.
Véase
- El archivo de avisos del Centro Nacional de Huracanes de Estados Unidos sobre la Tormenta tropical Ignacio. (en inglés)
- La reseña Archivado el 16 de febrero de 2010 en Wayback Machine. del Servicio Meteorológico Nacional de México sobre la Tormenta tropical Ignacio.

### Huracán Jimena
La Depresión Tropical Trece-E se formó de un área de disturbios climáticos asociada con una onda tropical que se había formado al poniente del Caribe, moviéndose sobre América Central a principios de semana. Lentamente el sistema se desarrolló en la costa de oeste de México, a 405 km al suroeste de Acapulco, hasta ganar mejor organización y convertirse en una depresión tropical la noche del 28 de agosto. Ya en la madrugada del día 29, la depresión rápidamente se desarrolló en la Tormenta tropical Jimena y siguiendo un continuo desarrollo, seis horas después Jimena se convirtió en huracán la mañana de ese mismo día mostrando un ojo bien formado. Al día siguiente roza la categoría 5 con vientos de 250 km/h y rachas de hasta 305 km/h. Tocó tierra en Baja California Sur como huracán categoría 2 y luego de su impacto, salió al mar de Cortés para debilitarse. Se disipó en el norte del estado de Baja California Sur.
Véase
- El archivo de avisos del Centro Nacional de Huracanes de Estados Unidos sobre el huracán Jimena. (en inglés)

### Depresión tropical Dos-C
El 29 de agosto se forma la Depresión tropical Dos-C a partir de una perturbación meteorológica ubicada al sureste de Kauai, Hawái. Al día siguiente, la depresión cruzó la línea internacional de cambio de fecha, por lo que pasó al área de responsabilidad de la Agencia Meteorológica de Japón.
Véase
- El archivo de avisos Archivado el 28 de mayo de 2010 en Wayback Machine. del Centro de Huracanes del Pacífico Central de Estados Unidos sobre la Depresión tropical Dos-C. (en inglés)

### Tormenta tropical Kevin
La Depresión tropical Catorce-E se formó el 29 de agosto a unos 1600 km al sudoeste de Baja California. La depresión se fortaleció y fue nombrada Tormenta tropical Kevin, más tarde, ese mismo día. Era el décimo ciclón tropical y el séptimo sistema nombrado de la temporada. En las primeras horas del día 30, Kevin comenzó a debilitarse paulatinamente y al día siguiente volvía a la categoría de depresión. El NHC anunció su disipación el 1 de septiembre y el remanente fue absorbido por la Zona de Convergencia Intertropical del Pacífico central el día 8 de septiembre.
Véase
- El archivo de avisos del Centro Nacional de Huracanes de Estados Unidos sobre la tormenta tropical Kevin. (en inglés)

### Huracán Linda
La Depresión tropical Quince-E se formó el 7 de septiembre a partir de un área de baja presión ubicada a 1750 km del extremo austral de la península de Baja California. Ese mismo día fue ascendida a Tormenta tropical y se le dio el nombre de Linda, al intensificarse sus vientos a 95 km/h. Lentamente, Linda continuó fortaleciéndose y el día 10 fue clasificada como huracán de categoría 1. Ese mismo día alcanzó su pico máximo de intensidad y rápidamente comenzó a debilitarse el 11 de septiembre. Más tarde ese día, Linda apenas era una tormenta tropical, luego una depresión y el NHC emitió el último aviso sobre el sistema. Los remanentes de Linda se debilitaron y convirtieron en una vaguada de superficie el 15 de septiembre que fue finalmente absorbida por un sistema frontal el día 20.
Véase
- El archivo de avisos del Centro Nacional de Huracanes de Estados Unidos sobre el Huracán Linda. (en inglés)

### Tormenta tropical Marty
La Depresión tropical Dieciséis-E se formó a partir de una baja presión localizada a unos 540 km al sursureste de Cabo San Lucas, México. En unas pocas horas, el sistema se fortaleció para convertirse en la Tormenta tropical Marty. La tormenta alcanzó un pico de intensidad con vientos de 75 km/h durante el día 17, cuando se mantuvo casi estacionaria. Sin embargo, al día siguiente comenzó a debilitarse y el día 19 el NHC emitió el último aviso sobre Marty.
Véase
- El archivo de avisos del Centro Nacional de Huracanes de Estados Unidos sobre la Tormenta tropical Marty. (en inglés)

### Tormenta tropical Nora
El 21 de septiembre, una gran área de baja presión se profundizó a unos 900 km al oesudoeste del extremo austral de la península de Baja California. Al comenzar el día 23, la perturbación se había organizado lo suficiente como para ser declarada Depresión tropical. Horas más tarde, el sistema, que había continuado intensificándose fue nombrado Tormenta tropical Nora. Ese mismo día, Nora alcanza un pico de intensidad con vientos de 95 km/h para luego comenzar a debilitarse y degradarse a depresión el día 24. Al día siguiente el sistema se disipaba y el NHC emitía el último aviso para Nora.
Véase
- El archivo de avisos del Centro Nacional de Huracanes de Estados Unidos sobre la Tormenta tropical Nora. (en inglés)

### Tormenta tropical Olaf
La Depresión tropical Dieciocho-E se formó a partir de un área de baja presión el 3 de octubre y rápidamente se fortaleció para convertirse en la Tormenta tropical Olaf. Conforme se movía en dirección norte hacia la península de Baja California, Olaf se encontró con aguas más frías y cizalladura vertical y en consecuencia, el día 3 de octubre fue degradada a depresión nuevamente. Ese mismo día el NHC emitía el último aviso sobre el sistema al convertirse en una baja remanente.
En Baja California Sur, dicho remanente causó inundaciones en áreas bajas de varios municipios, más marcadamente en los alrededores de la ciudad de La Paz. Se abrieron refugios para aquellos que se autoevacuaron y en Sonora y Sinaloa se reportaron lluvias torrenciales.
Véase
- El archivo de avisos del Centro Nacional de Huracanes de Estados Unidos sobre la Tormenta tropical Olaf. (en inglés)

### Tormenta tropical Patricia
El día 11 de octubre, las imágenes satelitales visibles indicaron que se había formado una depresión frente a las costas de México a partir de una perturbación que venía siendo monitoreada por el NHC desde el día anterior. Por estar en una zona de cizalladura el pronóstico inicial indicó un fortalecimiento que apenas alcanzaría la categoría de tormenta tropical. En las primeras horas del día siguiente el sistema alcanzó fuerza de tormenta tropical y fue bautizado Patricia, decimosexto sistema en la lista de ciclones tropicales del Pacífico oriental para 2009. Luego de alcanzar su intensidad máxima al día siguiente, lentamente se degradó a depresión nuevamente en las cercanías de Cabo San Lucas, México, para luego disiparse.
Véase
- El archivo de avisos del Centro Nacional de Huracanes de Estados Unidos sobre la Tormenta tropical Patricia. (en inglés)

### Huracán Rick
El 15 de octubre, las imágenes satelitales mostraron que el área de baja presión ubicada al sur del golfo de Tehuantepec había adquirido suficiente convección y circulación organizada. El NHC anunció entonces la Depresión tropical Veinte-E y pronosticó una rápida caída de presión y fortalecimiento para el sistema, debido a las condiciones favorables para el desarrollo del mismo: alta temperatura superficial del mar, alta humedad atmosférica y ausencia de cizalladura del viento. Unas horas más tarde se anunciaba el fortalecimiento de la depresión y se nombraba la Tormenta tropical Rick, decimosexta de la temporada. Al día siguiente Rick se convierte en el séptimo huracán de la temporada. Con un fortalecimiento inusitadamente rápido, Rick alcanzó la categoría 2 solo 12 horas más tarde, y siguiendo un constante desarrollo, alcanzó la categoría 3 durante las primeras horas del día 17, convirtiéndose en el cuarto huracán mayor de la temporada. Pocas horas más tarde asciende a categoría 4 y hacia el final del día a la categoría 5, máxima de la Escala de Saffir-Simpson. Rick es el huracán más poderoso de la temporada 2009 y el segundo más intenso jamás registrado después del Huracán Ioke de la temporada de 2006 en el Pacífico oriental. Rick alcanzó un pico máximo poco después y luego comenzó a debilitarse para tocar tierra cerca de Mazatlán el 21 de octubre como tormenta tropical. Unas horas después, se disipaba en las zonas altas de México.
Véase
- El archivo de avisos del Centro Nacional de Huracanes de Estados Unidos sobre el Huracán Rick. (en inglés)

### Huracán Neki
En la noche (UTC) del 8 de octubre se formó la Depresión tropical Tres-C. Se localizaba entonces a más de 1100 km al sur de Hawái. La formación de esta depresión fue inusual, pues se desarrolló a partir de una vaguada monzónica que se había establecido sobre el sur del archipiélago hawaiano durante varios días. La vaguada evolucionó en una circulación ciclónica el día 19. Más tarde, Tres-C se fortaleció y el Centro de Huracanes del Pacífico Central nombró la Tormenta tropical Neki, tercera de la temporada 2009. Lentamente se fue fortaleciendo y en la noche del día 20 se convierte en huracán. Un anticiclón en altura sobre el archipiélago hawaiano, una temperatura superficial del mar de entre 27 °C y 28 °C y la ausencia de cizalladura favorecieron un fortalecimiento sostenido de Neki, que alcanzó la categoría 3 el día 21 de octubre. Al día siguiente Neki comenzó a debilitarse y en 24 horas es degradado a la categoría de Tormenta tropical. El 26 de octubre Neki fue degradado a depresión tropical mientras aceleraba su trayectoria hacia el norte. En las primeras horas del día 27 (UTC) el Centro de Huracanes del Pacífico Central emite el último aviso sobre Neki.
Véase
- El archivo de avisos Archivado el 24 de octubre de 2009 en Wayback Machine. del Centro de Huracanes del Pacífico Central de Estados Unidos sobre el huracán Neki. (en inglés)

## Energía Ciclónica Acumulada
| 1                 | 23.0         | Jimena    | 11 | 2.48    | Enrique  |
| 2                 | 22.1         | Rick      | 12 | 1.77    | Patricia |
| 3                 | 15.3 (3.79)  | Felicia   | 13 | 1.57    | Marty    |
| 4                 | (12.4)       | Neki      | 14 | 1.50    | Ignacio  |
| 5                 | 9.73 (2.24)  | Guillermo | 15 | 1.30    | Nora     |
| 6                 | 8.92         | Carlos    | 16 | 1.13    | Blanca   |
| 7                 | 5.27         | Linda     | 17 | 0.970   | Kevin    |
| 8                 | 0.405 (3.11) | Hilda     | 18 | 0.810   | Dolores  |
| 9                 | 3.31         | Andrés    | 18 | 0.810   | Olaf     |
| 10                | (2.75)       | Lana      | 20 | (0.245) | Maka     |
| Total: 100 (24.6) |              |           |    |         |          |

La tabla a la derecha muestra la Energía Ciclónica Acumulada (ACE, por sus siglas en inglés) para cada tormenta en la temporada. El ACE es una medida de la energía del huracán multiplicado por la longitud del tiempo en que existió, las tormentas que hayan pasado de un largo plazo, así como huracanes particularmente fuertes, tienen ECA alta. El ACE se calcula solamente a sistemas tropicales en exceder los 34 nudos (39 mph, 63 kilómetros por hora) o fuerza tropical de la tormenta.
Las figuras en paréntesis señalan las tormentas en el océano Pacífico Central al oeste de 140°W; los demás indican a los pertenecientes al océano Pacífico del este.

## Nombres de los ciclones tropicales
| Océano Pacífico nororiental y central                                        | Océano Pacífico nororiental y central                               | Océano Pacífico nororiental y central |
| ---------------------------------------------------------------------------- | ------------------------------------------------------------------- | --- |
| - Andrés - Blanca - Carlos - Dolores - Enrique - Felicia - Guillermo - Hilda | - Ignacio - Jimena - Kevin - Linda - Marty - Nora - Olaf - Patricia | - Rick - Sandra (sin usar) - Terry (sin usar) - Vivian (sin usar) - Waldo (sin usar) - Xina (sin usar) - York (sin usar) - Zelda (sin usar) |

Los siguientes nombres fueron usados para los ciclones tropicales nombrados que se formaron en el océano Pacífico Este en 2009. Esta es la misma lista que se usó en la temporada 2003 y será utilizada nuevamente en la temporada de 2015. El primer nombre en ser usado en esta temporada en el Pacífico central fue Lana, cuando se formó el 30 de julio. Con el uso del nombre Maka el 11 de agosto, esta temporada se convirtió en la primera en siete años en utilizar múltiples nombres para ciclones tropicales formados en el Pacífico Central.